# Plagianthus betulinus
Plagianthus betulinus är en malvaväxtart som beskrevs av Allan Cunningham. Plagianthus betulinus ingår i släktet Plagianthus och familjen malvaväxter. Inga underarter finns listade i Catalogue of Life.